# Park Kampa
Park Kampa je veřejný park v jižní části ostrova Kampa na Malé Straně v Praze 1, mezi hlavním tokem Vltavy a jejím ramenem – Čertovkou. Park vznikl po druhé světové válce po předchozím propojení historických zahrad.

## Historie a popis
Ostrov Kampa vznikl vybudováním Čertovky, uměle vytvořeného ramena Vltavy (nejstarší zmínka o Kampě je z roku 1169 v zakládací listině kostela Maltézského řádu za krále Vladislava II.). Ostrov byl postupně zvyšován přirozenými náplavami i navážkami, zejména po velkém požáru Malé Strany a Hradčan v roce 1541, a jeho břehy dostaly pevnou podobu po roce 1600. Již od konce 13. století začaly v těchto místech vznikat mlýny (Huťský mlýn tu stával před rokem 1293, Velkopřevorský mlýn před rokem 1400) a zahrady, nejprve mlýnské, později i šlechtické. Největší byla Michnovská barokní zahrada, první od jižní, smíchovské strany. Zahradě u Sovova mlýna (podle majitele v 15. století Václava Sovy z Liboslavě) se později říkalo Odkolkovská, na ni navazující zahrada byla Kaiserštejnská.
V první polovině 20. století byly tyto kampské zahrady spojeny, došlo k odstranění plotů a zdí mezi nimi, ke srovnání terénu a výsadbě nových stromů. Stávající parková úprava ve volném anglickém krajinářském slohu je z let 1947–1948. Rozloha parku je 2,65 ha, tvoří ho parcely č. 298, 301, 778/1, 779/5, 780, 781, 782, 790 a 791 katastrálního území Malá Strana. Jeho podlouhlý tvar se rozprostírá od tzv. Werichovy vily a Lichtenštejnského paláce směrem na jih až k Jechentalovým domům. Na západní straně je park ohraničen Čertovkou, na východní řekou Vltavou.
Park má v severojižním směru dvě hlavní cesty, jedna vede podél Čertovky, druhou je ulice U Sovových mlýnů. U obou jsou vysázeny jírovce, javory a další vzrostlé stromy. Dominuje jim památný strom – platan javorolistý. Zhruba v polovině východní strany parku je objekt bývalých Sovových mlýnů, ve kterém od roku 2002 sídlí Museum Kampa. Jižně od něj je budova bývalého Michnovského letohrádku, která je kulturní památkou. Kulturní památkou je i bývalý zahradní domek nad Čertovkou na západní straně parku.
V parku je také dětské hřiště a nachází se v něm několik sochařských děl, např. busta Josefa Dobrovského od Tomáše Seidana, socha dívčího aktu od Karly Vobišové nazývaná Réva (Dívka s hrozny), Jarmila – socha sedící dívky od Jana Hány, plastika tří batolat od Davida Černého (Babies, obdoba postaviček z Žižkovského vysílače) nebo plastika nazvaná Hranol, kamenný kvádr na skleněné krychli v kovovém rámu od Mariana Karla.
V parku se příležitostně konají různé společenské nebo kulturní akce.
V letech 1997–1998 se v souvislosti se záměrem celkové rekonstrukce parku uvažovalo o jeho oplocení a uzavírání, nakonec při úpravách v roce 2005 k oplocení nedošlo.

## Galerie

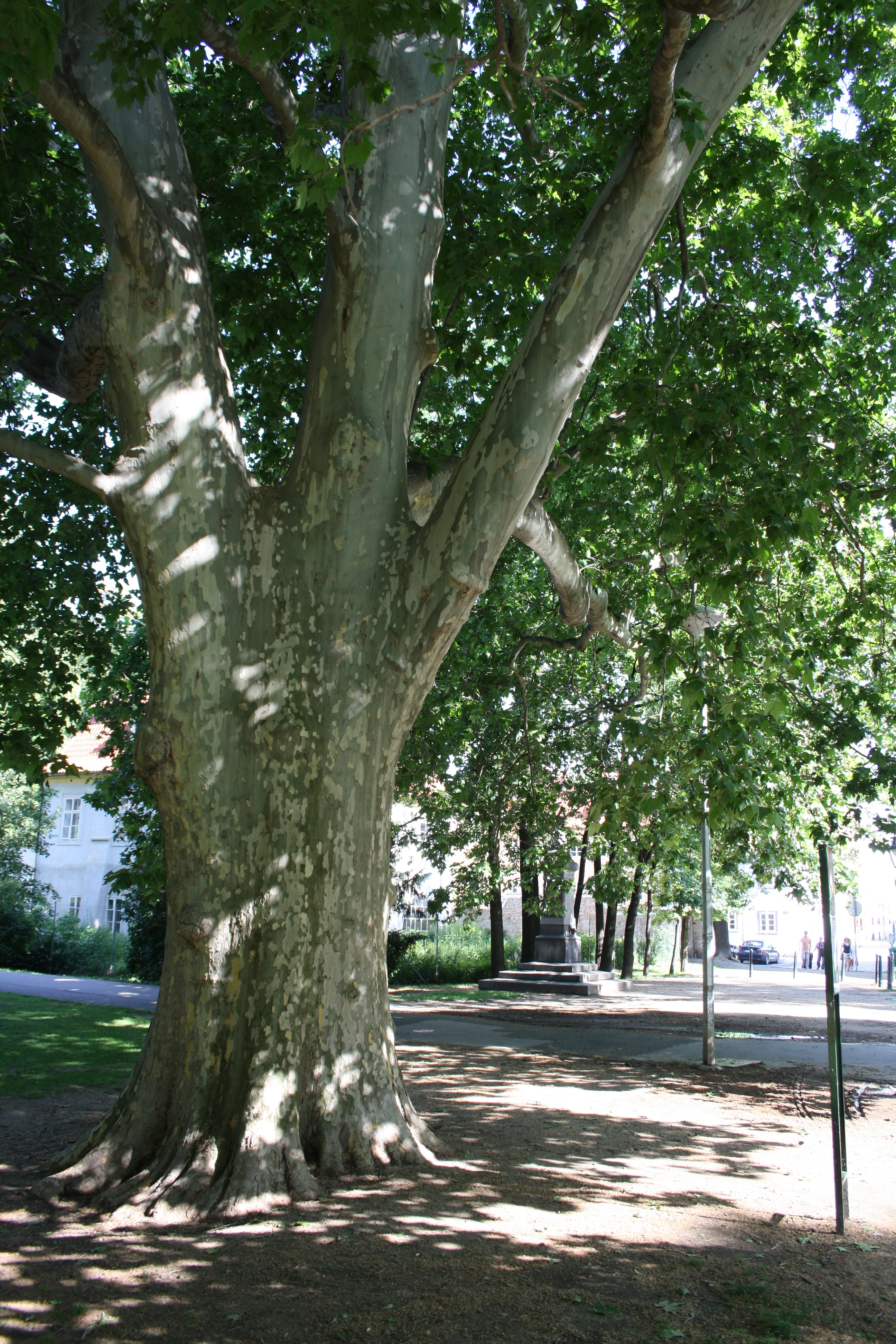
Památný platan
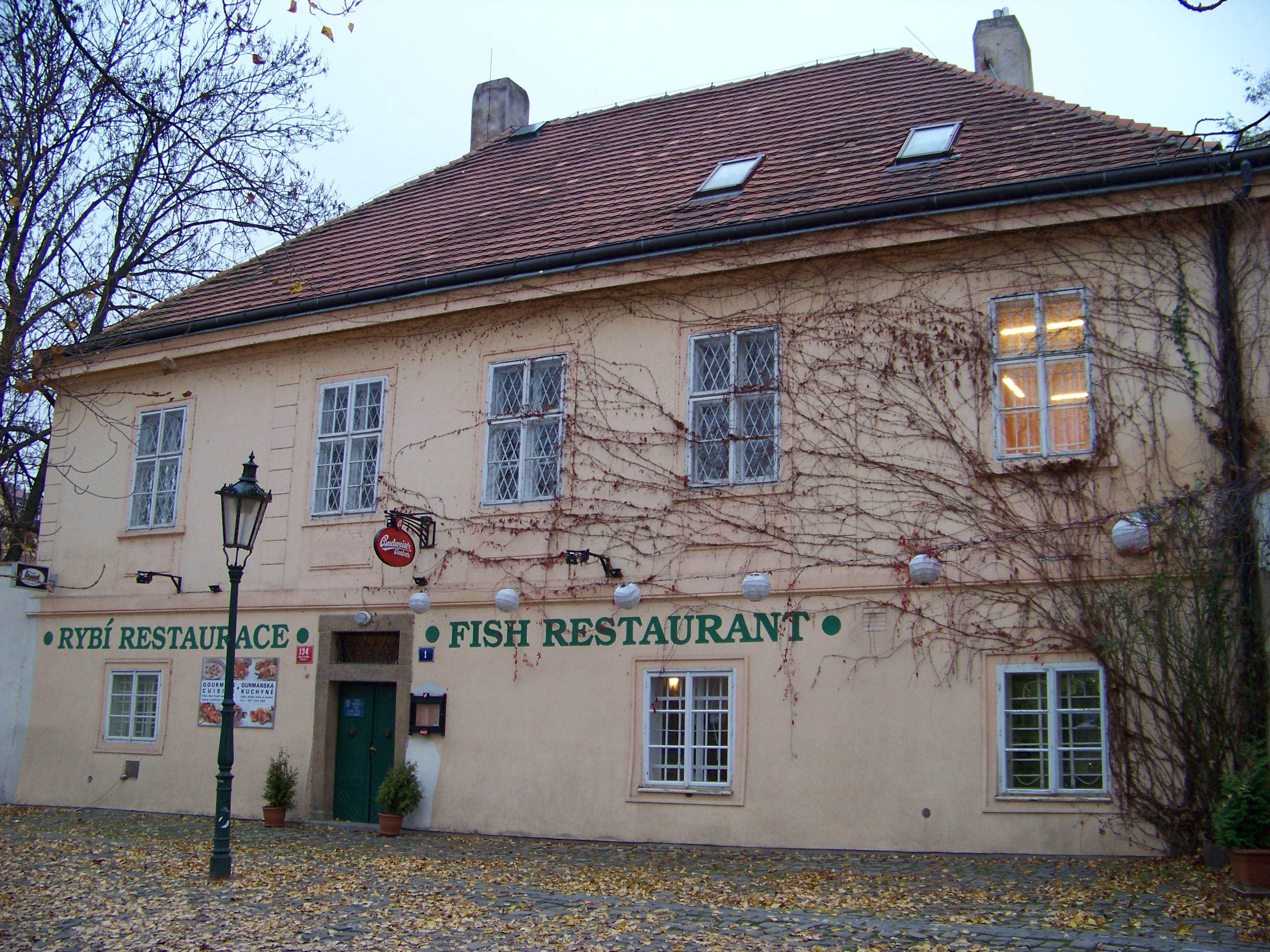
Michnovský letohrádek
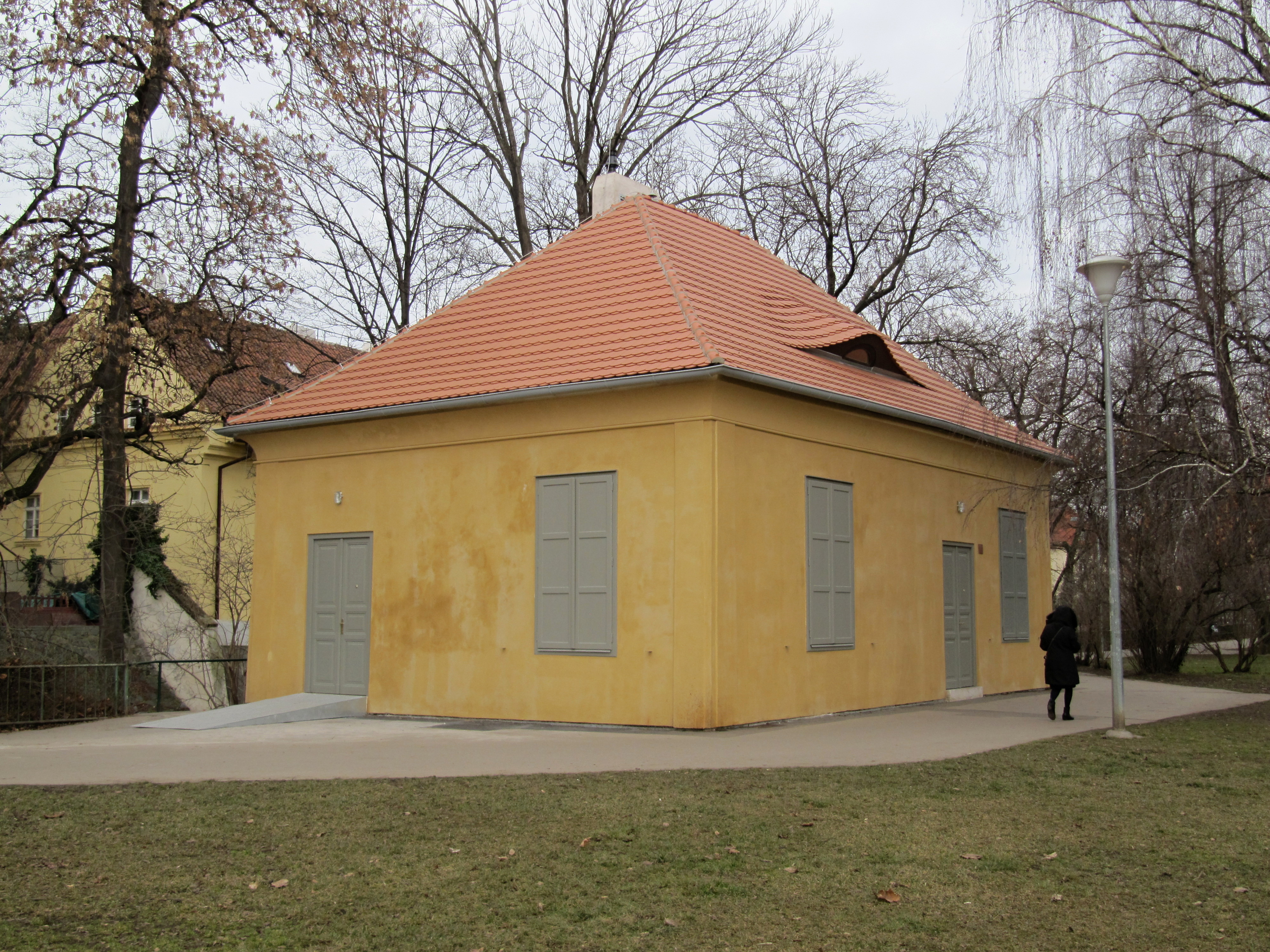
Zahradní domek
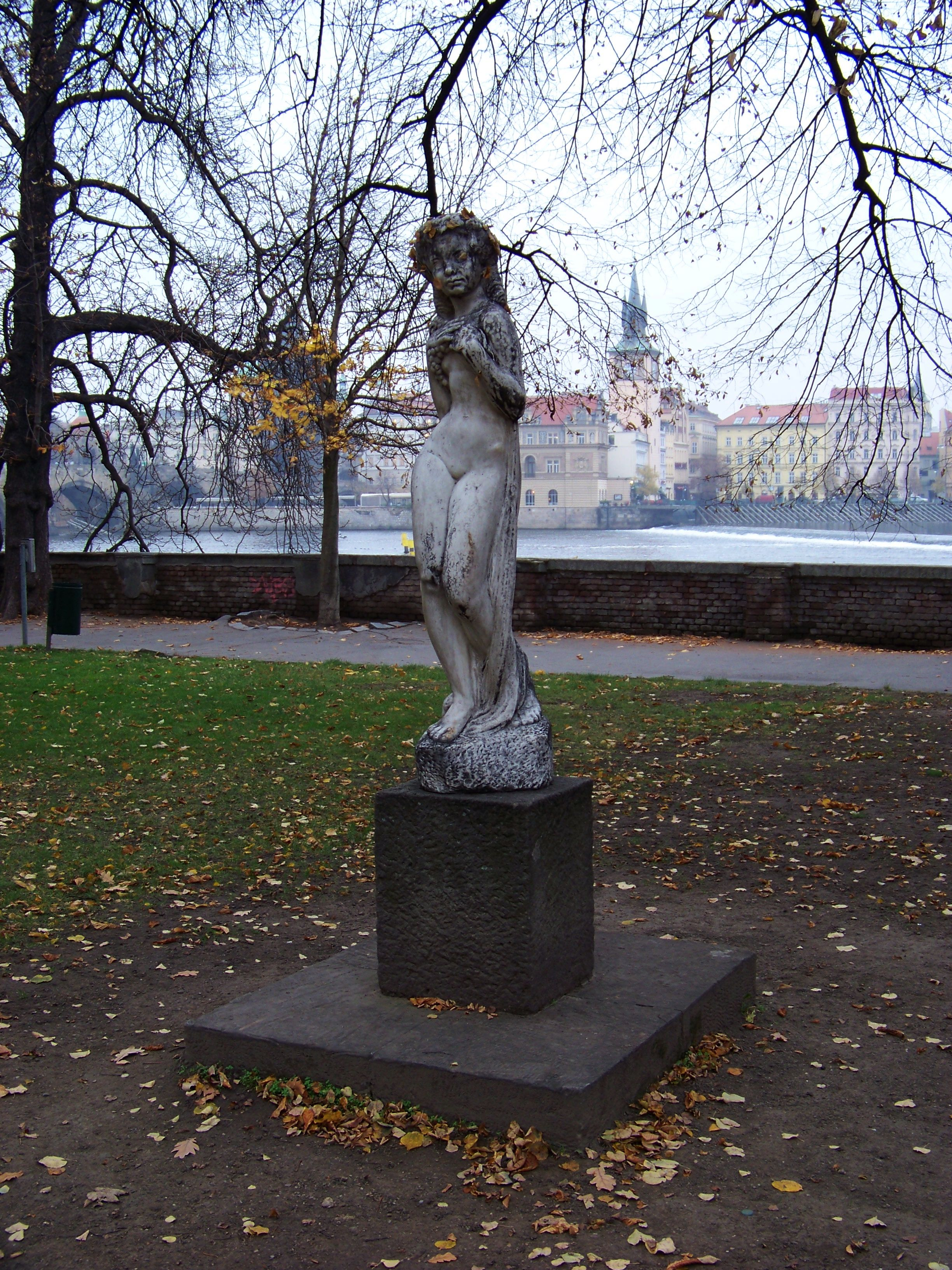
Réva
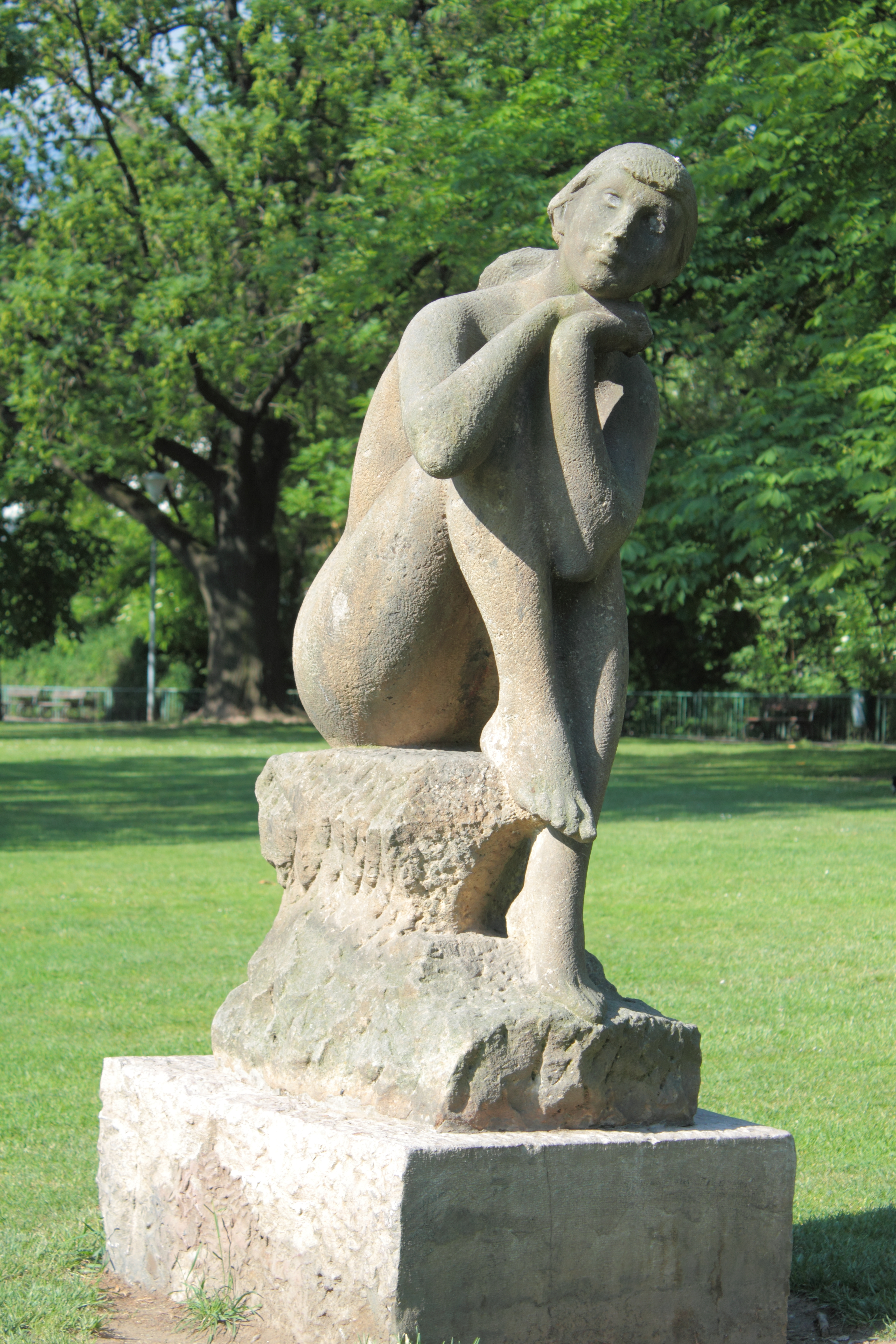
Jarmila
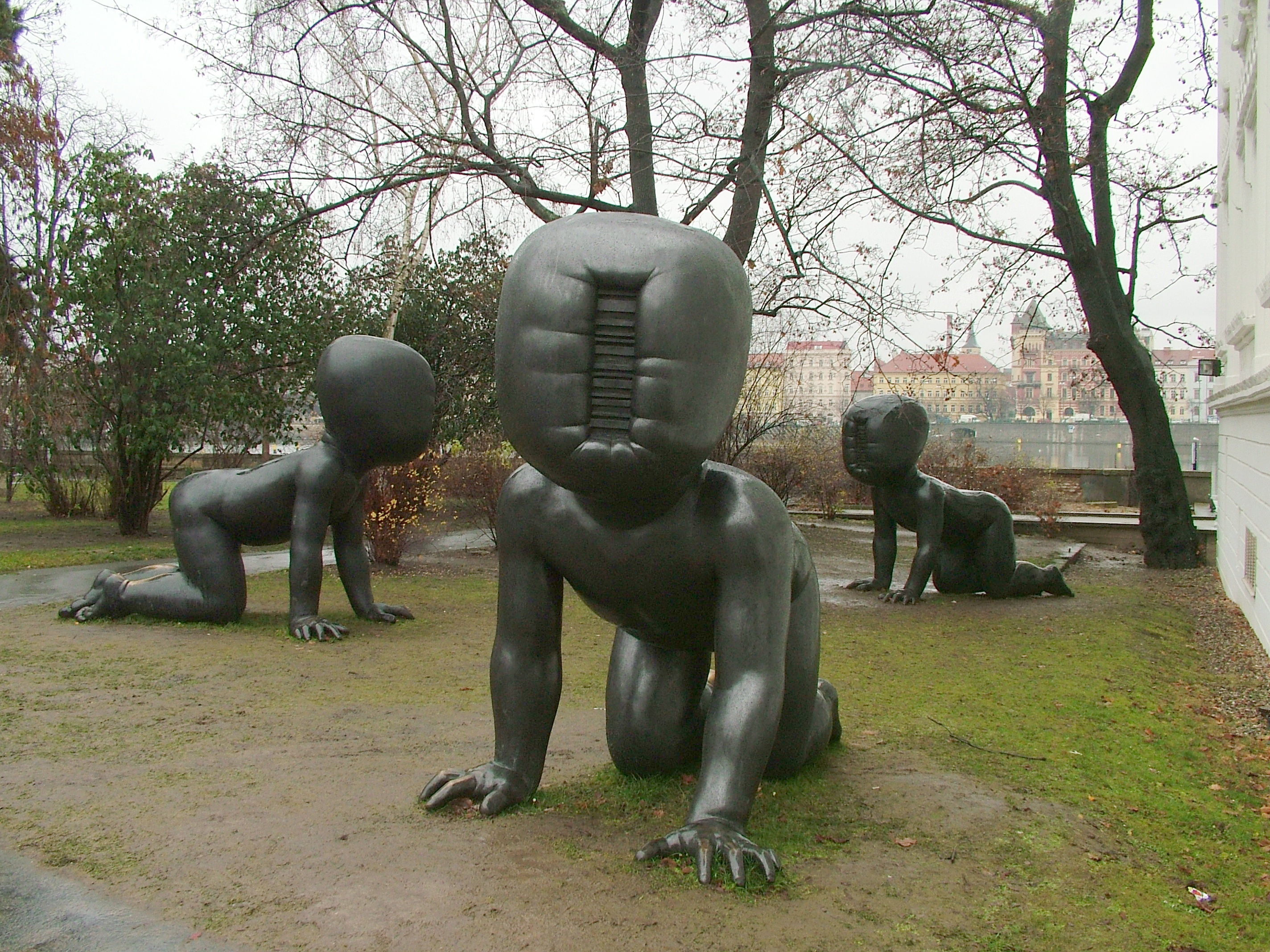
Babies
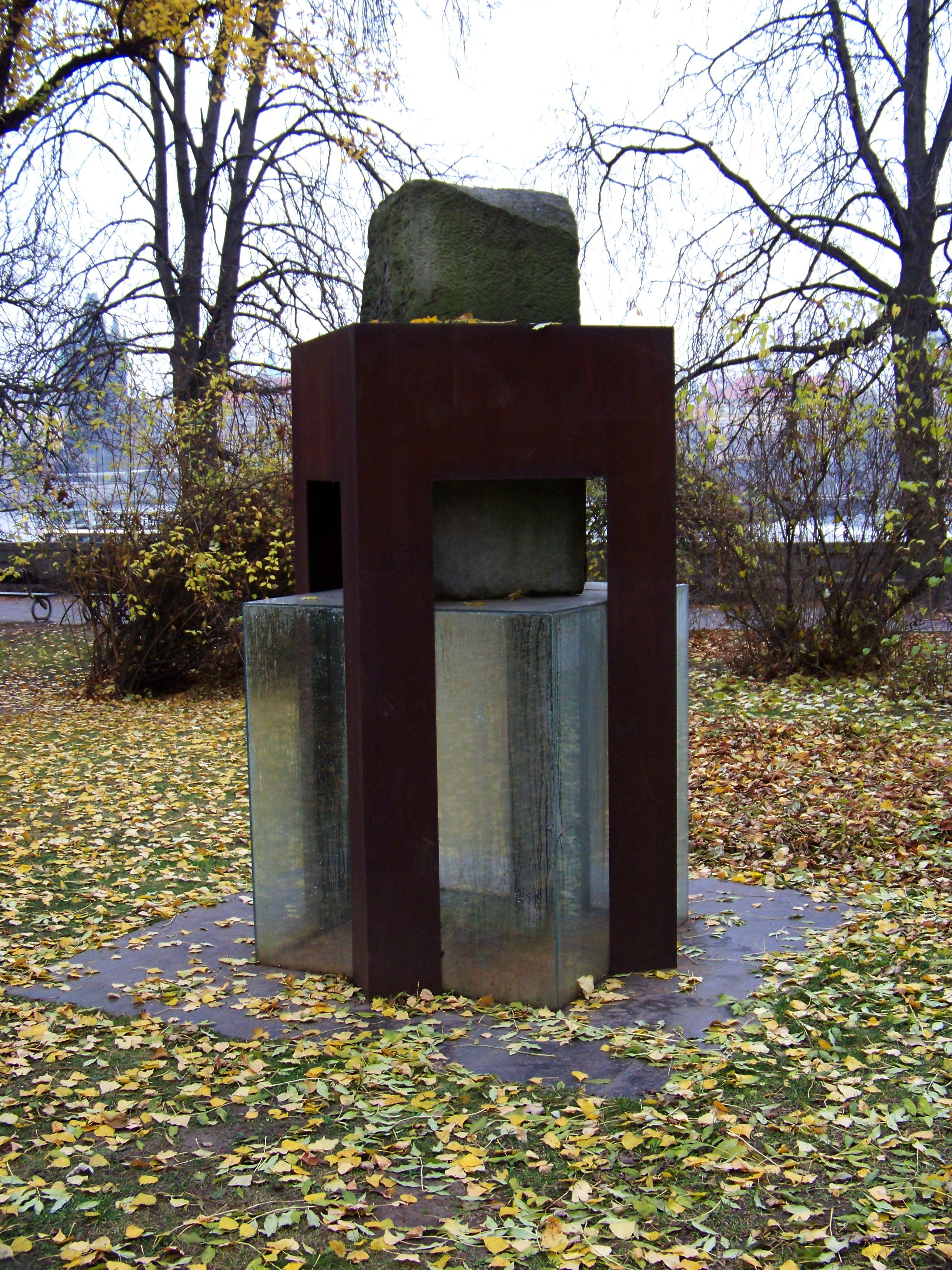
Hranol